# Profilometro

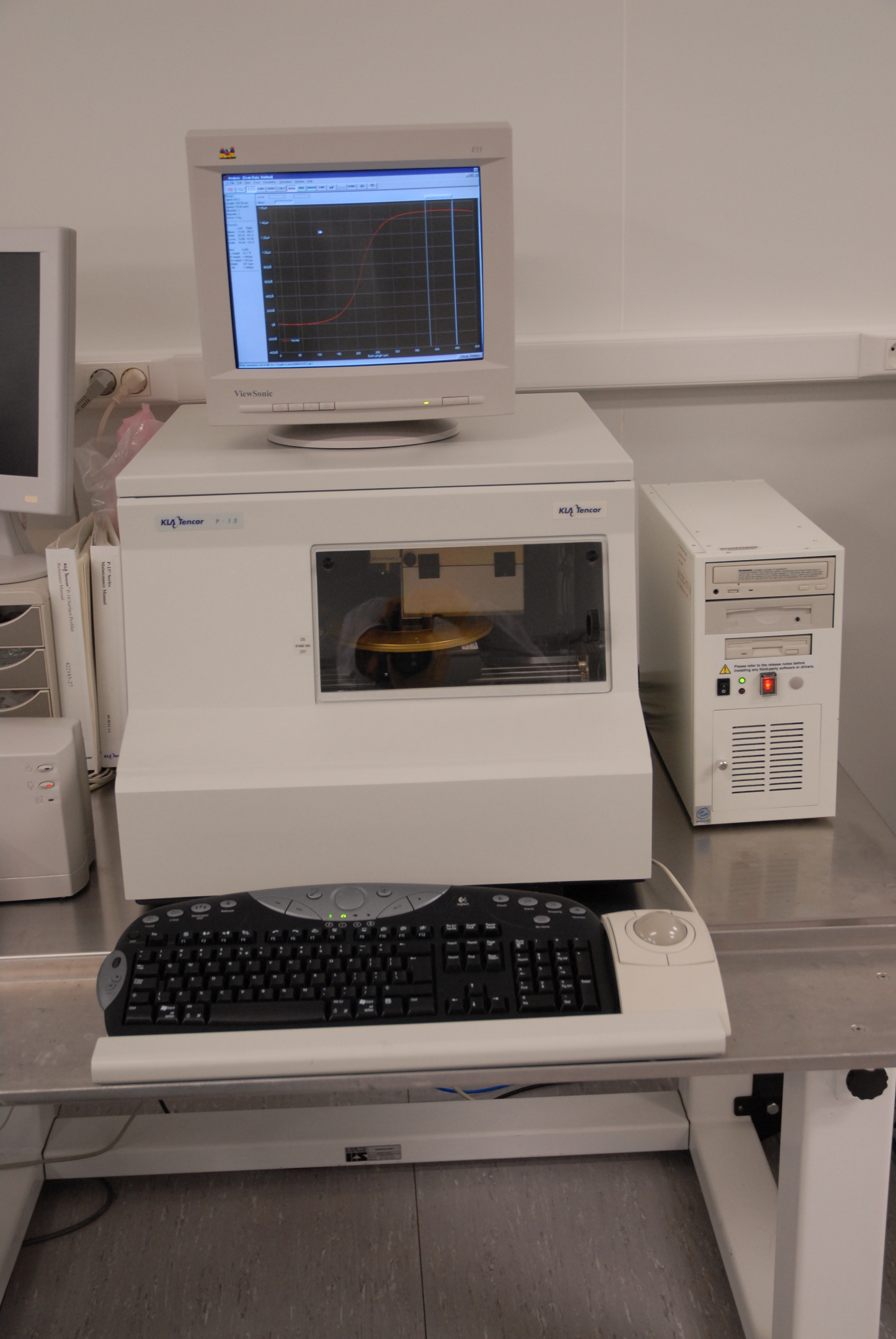
Un profilometro a contatto al Laboratorio per analisi e architettura dei sistemi (LAAS) a Tolosa, Francia.

Il profilometro è uno strumento di misura per la quantificazione della topografia (es. della rugosità) di una superficie. La risoluzione verticale è di solito il nanometro mentre la risoluzione laterale è di solito più bassa.
Mentre storicamente il profilometro era simile a un fonografo, che funzionava per contatto tramite uno stilo in moto relativo con la superficie, adesso sono disponibili molte tecniche di profilometria senza contatto.

## Tipi di profilometri
Metodi ottici
- Profilometro laser point probe. Sistema di autofocus laser, più conosciuto come "point autofocus profiling" registrato in ISO 25178 (International Standard of 3D profile and surface texture) come una delle tecnologie di misurazione giapponesi nel 2008. Il punto di autofocus profiling è ufficialmente standardizzato come ISO 25178-605 ( Punto sonda autofocus) nel 2014., brevettato e prodotto dalla società Giapponese Mitakakohki
- Interferometro a scansione verticale (Vertical Scanning Interferometer)/Interferometro a luce bianca (White-light interferometer)
- Interferometro a spostamento di fase (Phase Shifting Interferometer)
- Microscopio a contrasto per interferenza differenziale o microscopio di Nomarski (Differential interference contrast microscopy)
- Metodi a focalizzazione (Focus detection methods)
  - Analisi dell'intensità (Intensity Detection)
  - Variazione di focalizzazione (Focus variation)
  - Analisi differenziale (Differential Detection)
  - Metodo dell'angolo critico (Critical Angle Method)
  - Metodo astigmatico (Astigmatic Method)
  - Metodo di Foucault (Focault Method)
  - Microscopio confocale (Confocal microscope)
- Metodi di proiezione del campione (Pattern projection Methods)
  - Scanner 3D a luce strutturata (Fringe projection)
  - Profilometro di Fourier
  - Scannerizzazione a effetto moiré

Metodi a contatto e a pseudo-contatto
- Profilometro a stilo (o profilometro meccanico)[3]
- Microscopio a forza atomica
- Microscopio a effetto tunnel

### Profilometri di contatto
Uno stilo di diamante si muove verticalmente in contatto con il campione e poi lateralmente attraverso il campione per misurare le distanze e le forze di contatto specifiche. Un profilometro può misurare piccole variazioni della superficie in verticale come funzioni di posizione dello stilo. Un tipico profilometro può misurare differenze dell'ordine di 10 nm - 1 mm. La posizione in altezza dello stilo di diamante genera un segnale analogico che viene convertito in segnale digitale, analizzato e mandato al display. Il raggio dello stilo di diamante è in un intervallo di 20 nanometri - 25 μm, e la risoluzione orizzontale è controllata dalla velocità di scansione e di campionamento del segnale. La forza impressa dallo stilo è in un intervallo da meno di 1 a 50 milligrammi.
Vantaggi dei profilometri di contatto:
- Metodo approvato: Gran parte degli standard di precisione delle superfici nel mondo sono ottenuti con profilometri di contatto.
- Indipendenza dalla superficie: Il contatto con la superficie è spesso un vantaggio in campioni sporchi dove i metodi senza contatto possono dare risposte sbagliate a causa degli stessi contaminanti della superficie. Tuttavia, il metodo non tiene conto della riflettanza o del colore della superficie.
- Risoluzione: La punta dello stilo può essere minore di 20 nanometri, assai meglio del profilometro a luce bianca.
- Tecnica diretta:  Non servono modelli.

### Profilometri senza contatto
Un profilometro ottico lavora con un metodo senza contatto e può dare molte delle stesse informazioni di un profilometro a stilo. Esistono correntemente molte tecniche diverse, come la triangolazione laser, il microscopio confocale (usato per la profilazione di oggetti molto piccoli) e l'olografia digitale.

Vantaggi dei profilometri ottici
- Velocità:  Non toccando la superficie, la velocità di scansione dipende solo dalla velocità di riflessione della luce sulla superficie e dalla velocità di acquisizione dell'elettronica dello strumento.
- Affidabilità: i profilometri ottici non toccano le superfici e non possono danneggiarle, sono più sicuri. Molti profilometri senza contatto hanno bisogno di poca manutenzione.
- Dimensioni del raggio: Le dimensioni del raggio, o risoluzione laterale, è in un intervallo di pochi micrometri fino a meno di un micrometro.

## Applicazioni

### Profilometri stradali
I profilometri stradali (noti anche come profilografi e usati nel corso dell'AASHO Road Test nel periodo 1958-1960) utilizzano per misurare le distanze un laser, sospeso a circa 30 cm dalla superficie stradale, in combinazione con un odometro e un'unità inerziale, normalmente un accelerometro per rilevare gli spostamenti sul piano verticale, che stabilisce un piano di riferimento in movimento al quale sono integrati i distanziometri laser. La compensazione inerziale fa sì che i dati relativi al profilo siano più o meno indipendenti dalla velocità tenuta dal profilometro nel corso delle misure, purché il veicolo non abbia grandi variazioni di velocità rispetto alla velocità di 25 km/h. Il profilometro raccoglie i dati alle normali velocità autostradali, campionando le variazioni verticali della superficie a intervalli tra 2 e 15 cm, e richiede un sistema a elevata velocità di acquisizione dei dati in grado di ottenere misure dell'ordine del kilohertz.
I dati raccolti da un profilometro sono usati per calcolare l'indice internazionale di irregolarità (International Roughness Index - IRI) il quale è espresso in mm/m. I valori dell'IRI variano da 0 (equivalente a guidare su una lastra di vetro) fino a valori prossimi a 10 mm/m per strade molto irregolari. L'indice IRI è usato nella gestione stradale per tenere sotto controllo la sicurezza e la qualità delle strade.
Molti profilometri misurano anche la pendenza trasversale, il raggio di curvatura, la pendenza longitudinale e la profondità dell'ormaia. Alcuni profilometri sono in grado di scattare foto o acquisire filmati mentre misurano il profilo stradale. La maggioranza dei profilometri sono in grado di georeferenziare le misure utilizzando la tecnologia GPS. Un'altra acquisizione opzionale è la misura delle fessure. Alcuni sistemi di misura del profilo includono anche un Ground Penetrating Radar (GPR) per la misura degli spessori della pavimentazione.
Un altro tipo di profilometro viene usato per misurare la tessitura della superficie stradale correlandolo alla misura del Coefficiente di Aderenza Trasversale (CAT) e, quindi, alla resistenza allo scivolamento. La tessitura delle pavimentazioni si divide in tre categorie: megatessitura, macrotessitura e microtessitura. La megatessitura è misurata con un metodo profilometrico simile a quello per la valutazione dell'IRI e rappresenta le irregolarità della superficie stradale con lunghezza d'onda comprese tra 50 e 500 mm; la macrotessitura rappresenta le irregolarità con lunghezze d'onda comprese tra 5 50 mm. Per esempio una strada sulla quale sia stata eseguito un trattamento superficiale con granigliatura presenta un'elevata macrorugosità, mentre una strada pavimentata con lastre di calcestruzzo ha una bassa macrotessitura. Per questo motivo il calcestruzzo è spesso irruvidito subito dopo la sua messa in opera per aumentare l'aderenza tra pneumatico e superficie stradale.
L'apparecchiatura per la misura della macrotessitura consiste attualmente di un distanziometro laser con una dimensione del punto estremamente ridotta (< 1 mm) ed un sistema di acquisizione in grado di registrare variazioni di quota distanziate di 1 mm o meno. La frequenza di campionamento è generalmente superiore ai 32 kHz. I dati di macrotessitura possono essere utilizzati per calcolare la parte dipendente dalla velocità del valore del coefficiente di attrito pneumatico/strada.
La macrotessitura fornisce anche informazioni sul diverso attrito di una strada asciutta o bagnata. Tuttavia, la macrotessitura non può essere utilizzata per calcolare un appropriato coefficiente di attrito, poiché su di esso influisce anche la microtessitura.
L'attrito laterale e la pendenza trasversale sono le forze di reazione chiave che agiscono ad un veicolo per mantenere la traiettoria in curva, mentre è sottoposto a forze dipendenti da velocità e curvatura. 
Poiché l'attrito dipende fortemente dalla tessitura ed in particolare dalla macrotessitura, la pendenza trasversale e il raggio di curvatura possono essere misurate con un profilometro stradale, il quale può risultare molto utile per identificare curve con raggi di curvatura errati che possono rappresentare un pericolo per la circolazione.

### Profilometria nelle tecniche di analisi di superficie
Nelle tecniche di analisi di superficie, come la SIMS, la GDMS, la SNMS, la LA-ICP-MS ecc., si usano profilometri per determinare la profondità e dimensione dei crateri prodotti dallo strumento.